# The Red & the Black
The Red & the Black is  het derde en laatste studioalbum van de Californische punkband Agent 51. Het album werd op cd uitgegeven door het Zuid-Californische platenlabel Surfdog Records in 2003. Met dit album groeide de band naar een geluid dat meer doet denken aan het geluid van classic rock- en heavy-metalbands zoals AC/DC, Motörhead en Def Leppard.
Het nummer She's My Heroine kreeg airplay op de lokale rockzender 91X en het nummer American Rock n Roll werd gebruikt in de openingsaflevering van The Real World: San Diego van MTV. Het nummer Air Raid werd later gebruikt in de videogame Big Mutha Truckers 2. Het album werd genomineerd in verschillende categorieën tijdens de San Diego Music Awards 2003 en won de prijs voor 'beste punkalbum'.

## Nummers
1. "American Rock N Roll"
2. "Wrecking Ball"
3. "Raised By Wolves"
4. "Loaded"
5. "Kiss of Death"
6. "She's My Heroine"
7. "Aim High"
8. "Kinda Like Murder"
9. "Air Raid"
10. "Hell Bent Whiskey Suicide"
11. "Love With the Devil"
12. "Disappear"
13. "Been So Long"

## Band
- Chris Armes - gitaar, zang
- Eric Davis - gitaar, zang
- Sean Scura - basgitaar, zang
- Michael Levinson - drums